# Instituto Universitário Italiano de Rosário
O Instituto Universitário Italiano de Rosário (IUNIR) é uma universidade privada da Argentina, com sede na cidade de Rosário, capital da província de Santa Fé. Foi fundada em 1892.